# 北大西洋条約機構の拡大

NATO諸国の年代順のメンバーシップの地図

北大西洋条約機構（以下、NATO）の拡大は、新しい加盟国を追加するプロセスである。NATOは、集団安全保障システムを構成する30のヨーロッパ諸国と2つの北米諸国の軍事同盟である。同盟に参加するプロセスは、「他のヨーロッパ諸国」の招待のみを認める北大西洋条約の第10条、およびその後の合意に準拠する。参加を希望する国は、特定の要件を満たし、政治的対話と軍事統合を含む多段階のプロセスを完了する必要がある。加盟プロセスは、NATOの統治機関である北大西洋理事会によって監督されている。
NATOは1949年に12か国の創設メンバー国で結成された後、1952年にギリシャとトルコ、1955年に西ドイツ、そして1982年にスペインが加盟することで成長した。アメリカ合衆国とソビエト連邦の冷戦が終結。事実上のアメリカ合衆国を主軸とする資本主義・自由主義陣営の勝利であった。ソビエト連邦は崩壊し、共産主義または社会主義国家で東欧革命が勃発、ソ連が主軸としたNATO同様の軍事同盟、ワルシャワ条約機構も解体された。1990年にドイツが再統合した後、NATOでは東方への継続的な拡大についての議論があった。
1999年、ポーランド、ハンガリー、チェコ共和国は、組織内での多くの議論とロシアの反対がある中でNATOに加盟した。もう1つの拡大は、ブルガリア、エストニア、ラトビア、リトアニア、ルーマニア、スロバキア、およびスロベニアの7つの中東欧諸国の加盟と共に起きた。これらの国々は、2002年のプラハ首脳会談中に最初に加盟交渉を開始するよう招待され、 2004年のイスタンブール首脳会談の直前にNATOに加盟した。アルバニアとクロアチアは、2009年のストラスブール-ケール首脳会議の前の2009年4月1日に参加した。NATOに追加された最近の加盟国は、2017年6月5日のモンテネグロと2020年3月27日の北マケドニア、2023年4月4日のフィンランド、それに2024年3月7日のスウェーデンである。
2021年の時点で、NATOは、ボスニア・ヘルツェゴビナ、ジョージア、ウクライナの3か国を意欲的な国として公式に認めている。将来の拡大は現在、同盟外のいくつかの国で議論のトピックであり、スウェーデン、セルビアなどの国はメンバーシップのトピックについてオープンな政治的議論を行っているが、ウクライナなどでは、加盟への賛否が民族・国家主義的なイデオロギーと結びついている。以前は東側諸国とソビエト連邦の一部であった国々の加盟は、NATO諸国とロシアの間の緊張を高める原因となっている。
2023年3月、トルコがフィンランドに限定してNATO加盟を批准、これにより2023年4月4日にNATOが31カ国体制になった。
2023年7月10日、トルコのエルドアン大統領は3月の議会で先送りされていたスウェーデンのNATO加盟に同意し、議会が10月に再開された際に批准案を提出すると明らかにした。また、ハンガリーも加盟に同意する意向を示し、年内に議会で批准される可能性を示唆した。2024年1月23日、トルコ議会においてスウェーデンの加盟を承認する法案が可決された。2月26日には唯一未承認だったハンガリーでも、議会で批准案が賛成188、反対4、棄権4で承認され、これによりNATO加盟に必要なすべての加盟国の批准が揃い、32番目の加盟国となることが確定し、NATOは正式に32か国体制となる。同年3月5日にハンガリーが批准手続きを正式に完了させたこと、スウェーデン側も関連書類の準備が整ったことでNATO加盟が正式に決定した。3月7日、スウェーデンは、ワシントンD.Cでの文書寄託手続きを終えて正式に加盟国となり、これによりNATOは32か国体制となった。
| 日付          | 拡大       | 拡大   | 国           | A map of Europe with twelve colors that refer to the year different countries joined the alliance. |
| 1952年2月18日 |            | 第一次 | ギリシャ     | A map of Europe with twelve colors that refer to the year different countries joined the alliance. |
| 1952年2月18日 | トルコ     | 第一次 |              | A map of Europe with twelve colors that refer to the year different countries joined the alliance. |
| 1955年5月9日  |            | 第二次 | 西ドイツ     | A map of Europe with twelve colors that refer to the year different countries joined the alliance. |
| 1982年5月30日 |            | 第三次 | スペイン     | A map of Europe with twelve colors that refer to the year different countries joined the alliance. |
| 1990年10月3日 |            | —      | 統一ドイツ   | A map of Europe with twelve colors that refer to the year different countries joined the alliance. |
| 1999年3月12日 |            | 第四次 | チェコ       | A map of Europe with twelve colors that refer to the year different countries joined the alliance. |
| 1999年3月12日 | ハンガリー | 第四次 |              | A map of Europe with twelve colors that refer to the year different countries joined the alliance. |
| 1999年3月12日 | ポーランド | 第四次 |              | A map of Europe with twelve colors that refer to the year different countries joined the alliance. |
| 2004年3月29日 |            | 第五次 | ブルガリア   | A map of Europe with twelve colors that refer to the year different countries joined the alliance. |
| 2004年3月29日 | エストニア | 第五次 |              | A map of Europe with twelve colors that refer to the year different countries joined the alliance. |
| 2004年3月29日 | ラトビア   | 第五次 |              | A map of Europe with twelve colors that refer to the year different countries joined the alliance. |
| 2004年3月29日 | リトアニア | 第五次 |              | A map of Europe with twelve colors that refer to the year different countries joined the alliance. |
| 2004年3月29日 | ルーマニア | 第五次 |              | A map of Europe with twelve colors that refer to the year different countries joined the alliance. |
| 2004年3月29日 | スロバキア | 第五次 |              | A map of Europe with twelve colors that refer to the year different countries joined the alliance. |
| 2004年3月29日 | スロベニア | 第五次 |              | A map of Europe with twelve colors that refer to the year different countries joined the alliance. |
| 2009年4月1日  |            | 第六次 | アルバニア   | A map of Europe with twelve colors that refer to the year different countries joined the alliance. |
| 2009年4月1日  | クロアチア | 第六次 |              | A map of Europe with twelve colors that refer to the year different countries joined the alliance. |
| 2017年6月5日  |            | 第七次 | モンテネグロ | A map of Europe with twelve colors that refer to the year different countries joined the alliance. |
| 2020年3月27日 |            | 第八次 | 北マケドニア | A map of Europe with twelve colors that refer to the year different countries joined the alliance. |
| 2023年4月4日  |            | 第九次 | フィンランド | A map of Europe with twelve colors that refer to the year different countries joined the alliance. |
| 2024年3月7日  |            | 第十次 | スウェーデン | A map of Europe with twelve colors that refer to the year different countries joined the alliance. |